# آمریکایی‌های اسلوونیایی‌تبار
آمریکایی‌های اسلوونیایی‌تبار (انگلیسی: Slovene Americans) آمریکایی‌هایی هستند که تمام یا پاره‌ای از اصالتشان به اسلوونیایی‌ها یا اسلوونی می‌رسد. اسلوونی‌ها بیشتر در طول دوره مهاجرت گسترده اسلوونیایی‌ها از دهه ۱۸۸۰ تا جنگ جهانی اول به آمریکا مهاجرت کردند.